# Metal progressivo
Metal progressivo (do inglês, progressive metal, também conhecido como prog metal), é um gênero de fusão, resultado da união do rock progressivo com o heavy metal. O metal progressivo surgiu durante a década de 1980 nos Estados Unidos, tendo como pioneiros as bandas Queensrÿche, Watchtower, Fates Warning e Dream Theater.
O gênero se expandiu para outros países, fundindo-se novamente com o thrash, o power e o death metal. Apesar do metal progressivo ter sido melhor incorporado no final da década de 1980, só obteve êxito comercial considerável na década de 1990. Não obstante, a popularidade do gênero começou a entrar em declino no final da década de 1990.

## Características
O metal progressivo faz o uso dos elementos do rock progressivo (como a sonoridade de natureza experimental e "pseudo-clássica", músicas de longa duração, e outras peculiaridades, bem como a incorporação de estruturas lirica e sonoramente complexas), mas congrega o "peso" e "agressão" presente no heavy metal, que se trata, sobretudo, do uso de guitarras amplificadas e distorcidas.

## História

### Origens

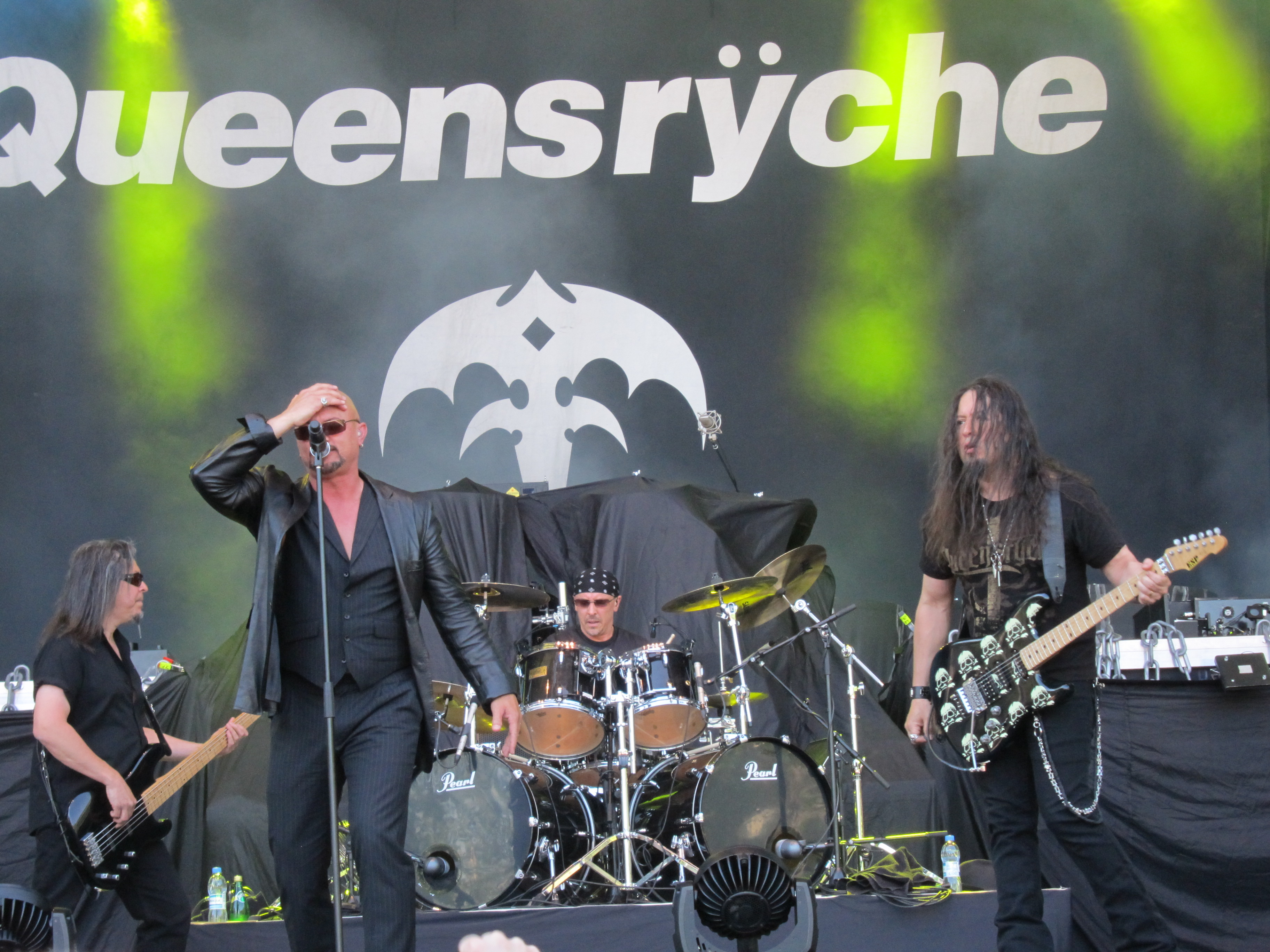
Queensrÿche em show no Sauna Open Air, Finlândia, 2011.

As origens do gênero estão no surgimento do rock progressivo e do hard rock/heavy metal, desenvolvido entre o final da década de 1960 e início da década de 1970. Do rock progressivo o gênero absorveu influências de bandas como King Crimson, Uriah Heep, Pink Floyd, Yes e Genesis. Mas coube aos canadenses do Rush fazer a ponte entre os três gêneros, com o lançamento do álbum 2112, de 1976. O trio inovou em sua abordagem progressiva de rock pesado, servindo de referência para que na década seguinte a fusão com o heavy metal ocorresse. Do heavy metal o gênero absorveu o peso, a velocidade e atitude de bandas como Black Sabbath e Judas Priest, bem como do hard rock do Led Zeppelin e Deep Purple. Por fim, foi através da Nova Onda Do Heavy Metal Britânico que o heavy metal progressivo recebeu o empurrão final. Nessa altura, no início dos anos oitenta, o Iron Maiden já despontava como a principal banda do movimento, e todos queriam ser como eles. Foi assim que, adicionando também influências de Accept e Tygers of Pan Tang, surgiu em 1981 o Queensrÿche, e no ano seguinte, o Fates Warning.

### Década de 1980
Considerada a primeira banda de metal progressivo a alcançar o grande público, e já com o suporte de uma grande gravadora (EMI), o Queensrÿche lançou em 1983 seu primeiro EP, e no ano seguinte o LP The Warning. A partir de Rage For Order (1986), o Queensrÿche passou a incorporar elementos progressivos em suas músicas, resultando no lançamento do aclamado Operation: Mindcrime, álbum conceitual de 1988. Impulssionado pelo sucesso de Eyes of a Stranger na MTV, o disco recebeu o certificado de ouro um ano depois, tornando-se a obra mais relevante para o metal progressivo na década de 1980. Já o Fates Warning estreou em 1984 com Night on Bröcken, pela Metal Blade. O grupo, assim como o Queensrÿche, foi polindo seu som gradualmente em The Spectre Within (1985) e Awaken the Guardian (1986). Com No Exit, lançado em 1988, o Fates Warning se estabeleceu entre os principais nomes da emergente cena do metal progressivo. A banda experimentou relativo sucesso comercial, colocando No Exit na posição 111 da Billboard. Foram gravados videoclipes para as músicas Anarchy Divine e Silent Cries. Em 1989 surge o quinto disco, Perfect Symmetry, que contém o vídeo de Through Different Eyes.

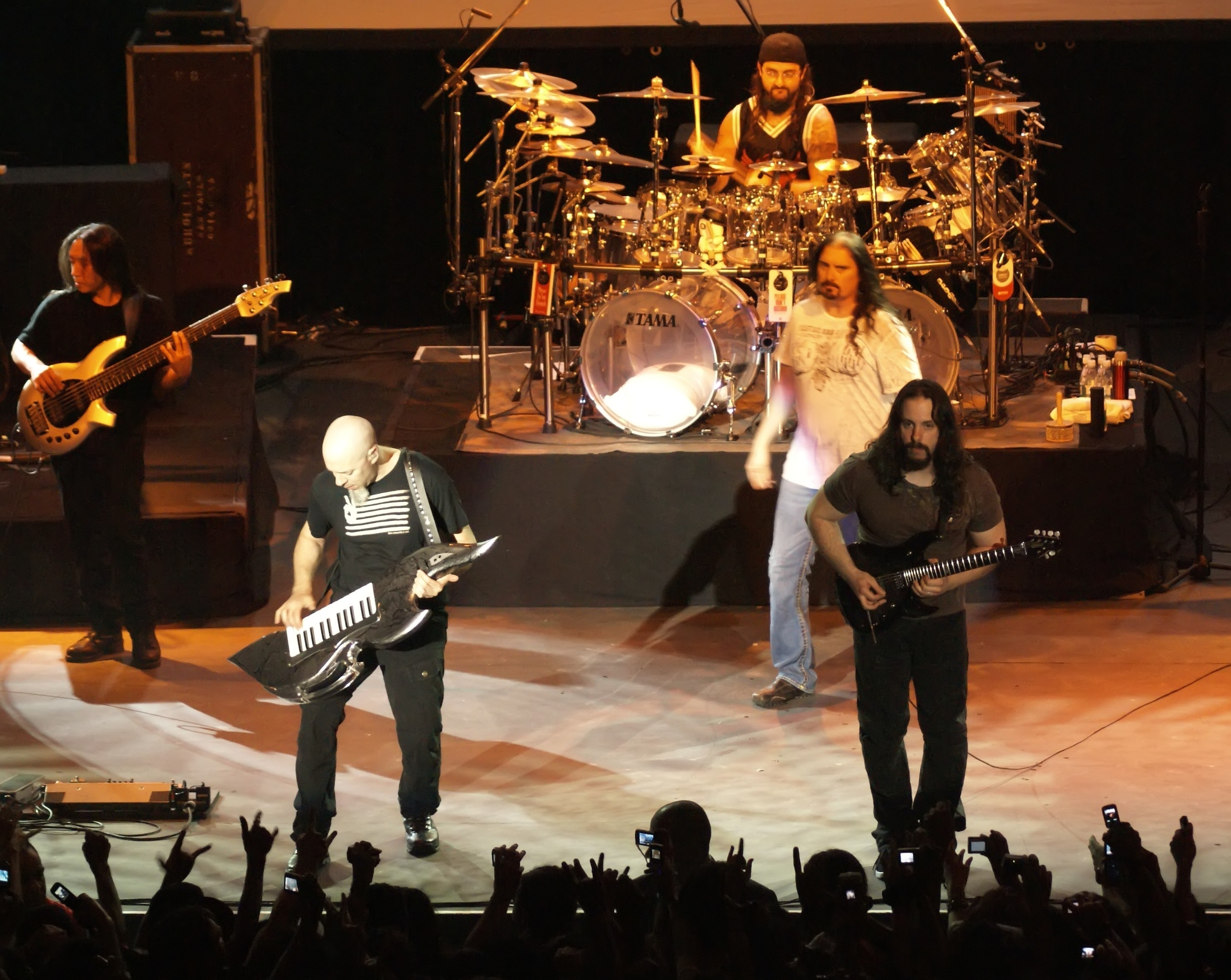
O Dream Theater em performance em 2008.

O terceiro grande nome do metal progressivo norte-americano iniciaria sua jornada em 1985 com o nome de Majesty, e lançariam sua primeiro demo no ano seguinte. Mais tarde mudariam seu nome para Dream Theater, mas seu primeiro disco, When Dream and Day Unite, sairia somente em 1989. De inicio a banda obteve apenas reconhecimento local, tocando em pequenos clubes na região de Boston, e o sucesso viria somente na década seguinte. O Savatage (formado em 1979) foi outra banda que aderiu ao metal progressivo a partir do seu quarto álbum de estúdio, Hall of the Mountain King (1987), que trazia elementos sinfônicos e progressivos. Este disco chegou na posição 116 da Billboard, e foi sucedido por Gutter Ballet, lançado em dezembro de 1989. A faixa título deste álbum obteve sucesso na MTV americana e colocou a banda no mesmo patamar do Queensrÿche. Outra banda que se destacou foi o Crimson Glory (formados em 1979 com o nome de Pierced Arrow), que lançou dois álbuns no período, Crimson Glory (1986) e Transcendence (1988).
Mas foi com o Watchtower, banda formada em 1982, que o metal progressivo de fato triunfou. Energetic Disassembly, lançado em 1985, reunia de forma consistente todos os elementos do gênero. No entanto, a complexidade de seu som, mais rápidos e pesados que seus conterrâneos, os colocavam numa categoria diferente, a do thrash metal progressivo/técnico. Um segundo LP, Control and Resistance, seria lançado em 1989, mas as constantes mudanças de formação e natureza de suas músicas, extremamente técnicos e até certo ponto incompreensíveis para a época, levaram a banda ao fim das atividades em 1990. Seguindo a mesmo escola do thrash metal estão os canadenses do Voivod. Formados em 1982, a banda incorporou elementos progressivos em seu terceiro álbum, Killing Technology, de 1987. Seguiu-se ao lançamento do conceitual Dimension Hatröss (1988), e de Nothingface (1989). Nothingface foi responsável por levar a banda ao auge do sucesso, impulsionados pela exibição do videoclipe de Astronomy Domine, um cover do Pink Floyd. O disco atingiu a posição 114 da Billboard, e obtiveram popularidade semelhante ao Fates Warning.
Na Europa, os suíços do Coroner iniciaram sua jornada como roadies da banda Celtic Frost, e são considerados pela crítica como "o Rush do thrash metal". Embora historicamente associados ao thrash metal técnico, o Coroner se aproximou do progressivo em seu terceiro álbum, No More Color, lançando em 1989. A popularidade do grupo ficou restrita à Europa, e após mais dois discos experimentais, encerraram as atividades em 1996. Ainda no final da década o Atheist lança Piece of Time (1989), fazendo a fusão do metal progressivo com o death metal. Oriundos da Flórida, o Atheist foi formado em 1984 sob o nome de Oblivion. Produziram mais dois discos, até que em 1994 entraram num longo hiato.

### Década de 1990
O gênero alcançou seu auge comercial a partir do inicio da década de 1990, quando "Silent Lucidity" do Queensrÿche esteve constantemente nas rádios e na MTV. Não era uma típica música do metal progressivo, mas fez com que se abrissem as portas para uma nova legião de fãs do Queensrÿche, tendo surtido efeito na popularidade de outras bandas de metal progressivo da época. Em 1993, "Pull Me Under" do Dream Theater, uma música mais típica do metal progressivo do que "Silent Lucidity" e ainda numa linha mais próxima ao heavy metal, se tornou popular no rádio e na MTV.
A banda americana Nevermore usou o metal progressivo somado ao thrash metal, criando uma abordagem bem agressiva do estilo. Outra banda de destaque no metal progressivo é o Symphony X, que adicionou elementos sinfônicos em suas músicas.

### Djent
Na segunda metade da década de 2000 surgiu o djent, subgênero do metal progressivo, desenvolvido a partir de bandas como Meshuggah, Sikth, Animals as Leaders, TesseracT, Textures, Born of Osiris, Periphery, The Contortionist, Uneven Structure, Vildhjarta, After the Burial, entre outras.

## Heterogeneidade musical

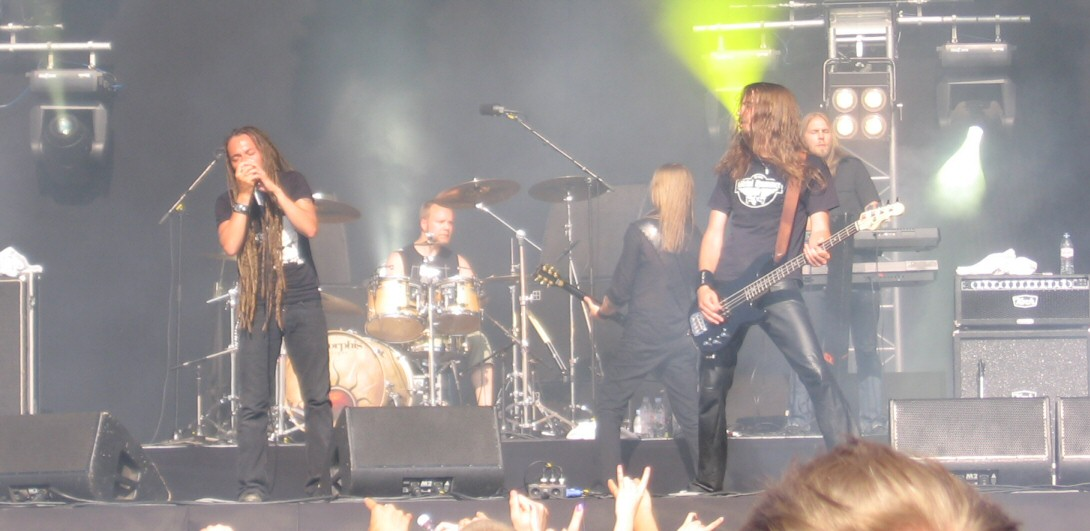
A banda Amorphis.

Ainda uma das características do metal progressivo é a sua heterogeneidade musical, em que algumas bandas são mais próximas da música erudita, como o Shadow Gallery e o Symphony X, outras ao death metal, como o Amorphis e o Opeth, outras ao jazz, como o Dream Theater e o Liquid Tension Experiment, outras do power metal, como o Evergrey e o Kamelot, outras do thrash metal, como o Megadeth e o Metallica, ainda outras ao metal alternativo, como Faith no More, System of a Down e Tool, ou mesmo com o sludge metal, como o Mastodon.